# NutriAsia
NutriAsia Inc. är ett filippinskt livsmedelsföretag med huvudkontor i Taguig. Det grundades av Joselito D. Campos Jr. som Enriton Natural Foods Inc. 1991.

## Varumärken
- Alcopro
- Amihan
- Big2
- Datu Puti
- Golden Fiesta
- Jufran
- Locally
- Mafran
- Mang Tomas
- Nelicom
- Papa
- Silver Swan
- UFC